# 1993년 선댄스 영화제
제9회 선댄스 영화제는 1993년 1월 21일에 열린 시상식이다.

## 수상 및 후보

### 심사위원대상(미국 드라마)
- 퍼블릭 억세스 - 브라이언 싱어 수상
- 루비 인 파라다이스 - 빅터 누네즈 수상
- 엠부시 오브 고스트 - 에버렛 루이스
- 세 친구 - 롭 웨이스
- 연인들 - 마이클 스타인버그
- 남자가 여자를 사랑할 때 - 제니퍼 챔버스 린치
- 콤비네이션 플래터 - 진국휘
- 밤으로의 비행 - 스티브 고머
- 프레임업 - 존 조스트
- 인사이드 몽키 제터랜드 - 제프리 레비
- 저스트 어나더 걸 온 더 I.R.T. - 레슬리 해리스
- 릴리언 - 데이빗 D. 윌리엄스
- 엘 마리아치 - 로버트 로드리게즈
- 페이퍼 하츠 - 로드 맥콜
- 리프트 - 에드워드 S. 바킨
- 20달러의 유혹 - 케바 로젠펠드

### 심사위원대상(미국 다큐멘터리)
- 칠드런 오브 페이트 - 로버트 M. 영 외 3인 수상
- 실버레이크 라이프 - 피터 프리드먼 외 1인 수상
- 에일린: 연쇄살인범의 삶과 죽음 - 닉 브룸필드
- 딜리버리드 베이컨트 - 노라 제이콥슨
- 어스 앤 더 아메리칸 드림 - 빌 코터리
- 프럼 헐리우드 투 하노이 - 티아나 알렉산드라
- 해리 브리지스 - 베리 미놋
- 라이프 앤 타임스 오브 앨렌 긴스버그 - 제리 아론슨
- 마이 홈, 마이 프리슨 - 수잔나 브라우스타인 무노즈 외 1인
- 나이트레이트 키세스 - 바바라 해머
- 온 더 브리지 - 프랭크 페리
- 폴 사이몬 - 수잔 스타인버그 외 1인
- 로드 쇼라 - 로저 웨이스버그
- 세이비어 오브 더 포레스트 - 빌 데이
- 썸씽 위딘 미 - 엠마 조엔 모리스

### 각본상(미국 드라마)
- 콤비네이션 플래터 - Edwin Baker 외 1인 수상

### 심사위원특별상(미국 드라마)
- 저스트 어나더 걸 온 더 I.R.T. - 레슬리 해리스 수상
- 릴리언 - 데이빗 D. 윌리엄스 수상

### 심사위원특별상(미국 다큐멘터리)
- 썸씽 위딘 미 - 엠마 조엔 모리스 수상
- 어스 앤 더 아메리칸 드림 - 빌 코터리 수상

### 관객상 - 단편
- 엘 마리아치 - 로버트 로드리게즈 수상
- 썸씽 위딘 미 - 엠마 조엔 모리스 수상

### 필름메이커 트로피
- 밤으로의 비행 - 스티브 고머 수상
- 썸씽 위딘 미 - 엠마 조엔 모리스 수상

### 촬영상
- 엠부시 오브 고스트 - Judy Irola 수상
- 칠드런 오브 페이트 - 앤드류 영 수상

### 표현의자유상
- 실버레이크 라이프 - 피터 프리드먼 외 1인 수상